# NickRewind
NickRewind [1] (раніше "90-ті все, що, The Splat" і "NickSplat") - це програмуючий блок, який здійснює трансляцію щоночі по простору каналів TeenNick. Блок демонструє повторення класичного програмування дітей середини кінця 1980-х, початку та середини 2000-х, здебільшого показує, що виходив на Nickelodeon під час їх первісних пробіжок. Блок виходить вночі з 10:00. до 6:00. [2]
Блоку передували у форматі «90-ті всі, що дебютували», яка дебютувала в ніч на 25 липня 2011 р. (Початок 26 липня) та була викликана великою зацікавленістю у класичних серіях «Нікелодеон» з 90-х років користувачами соціальних медіа торгові точки, такі як Facebook. [3] З 7 жовтня 2011 року по 23 жовтня 2011 року блок вийшов у ефір у попередній часовий проміжок, з 10:00. до півночі. [4] Відгук на дебют був дуже позитивним; хештеги, що належать до блоку, стали актуальними темами у Twitter [5], а рейтинг Nielsen для TeenNick в дебютну ніч збільшився приблизно до восьми та 60 разів, ніж рейтинг, який отримував TeenNick за попередні тижні, перемігши за той самий час численні основні кабельні програми. проріз. [6] 90-ті - це все, що спочатку було дві години, більшість цього часу проходило в ефірі з півночі до 2:00 східного часу.
Починаючи з 5 жовтня 2015 року, блок розширився до восьми годин, охоплюючи повний блок протягом ночі (з 10:00 до 6:00), і почав виходити на ринок більш широкого спектра, коли його називали The Splat. [7] Її назва та логотип походили від історичного логотипа Nickelodeon, білого нанесеного пензлем слова на аморфному помаранчевому фоні (часто проявлявся як "бризка" форма, але який часто надавались у багатьох інших), який мережа використовувала з 1984 по 2009 рік. Щоб вирівнятися з крос-платформою фірми Nickelodeon, 1 травня 2017 року The Splat був перейменований на NickSplat. [8]
Блок зазнав ще однієї зміни назви, коли він був перейменований на NickRewind 18 березня 2019 року, зосередивши свою увагу на випуску більшої серії Nickelodeon за межами 90-х.        

## Загальне програмування
До липня 2019 року NickRewind періодично обертав більшість шоу на блоці, при цьому кількість різноманітності в блоці сильно змінювалася.
Наступні програми включають:
- Показати назву Оригінал / Nickelodeon run Перший день на NickRewind
- Ааааа !!! Справжні монстри 1994–97 10 жовтня 2015 *
- Дія Ліга зараз! 2001–02 19 листопада 2016 року
- Пригоди Джиммі Нейтрона: Геній хлопчика 2002–06 9 січня 2019 року
- Пригоди Піта і Піта 1991–96 рр. 17 червня 2017 року *
- Всі виросли! 2003–08 11 жовтня 2015 року
- Все, що 1994–2000 [9] 7 жовтня 2015 *
- Шоу Аманди 1999–2002 рр. 10 червня 2016 року *
- Сердиті бобри 1997–2001 7 жовтня 2015 року *
- Ти боїшся темряви? 1992–2000
- 2019 6 жовтня 2015 *
- Як розповів Ginger 2000–04 [10] 9 жовтня 2015 року
- Повернення у Barnyard 2007–10 [11] 23 січня 2019 року
- CatDog 1998–2005 6 жовтня 2015 *
- ChalkZone 2002–08, 12 листопада 2016 року
- Клариса пояснює це все 1991–94 6 жовтня 2015 року *
- Danny Phantom 2004–07 16 січня 2019 року
- Дуг 1991–94 [12] 5 жовтня 2015 *
- Подвійний сміл 1986–92 [13] [14] 9 жовтня 2015 *
- Подвійний смій 2000 2000 23 червня 2018 року
- Зробити це з 1997 по 1999 рік [15] 11 жовтня 2015 року *
- GUTS 1992–96 11 жовтня 2015 *
- Гей, Арнольде! 1996–2004 рр. 7 жовтня 2015 р. *
- Ей чувак, 1989–91, 28 жовтня 2015 *
- Зловмисник Зім 2001–02 [16] 2 січня 2019 року
- Подорож Ален Странд 1997–2000 26 жовтня 2015 *
- КаБлам! 1996–2000 8 жовтня 2016 року
- Kenan & Kel 1996–2000 5 жовтня 2015 *
- Легенди прихованого храму 1993–95 9 жовтня 2015 р. *
- Мій брат і я 1994–95 грудня 31, 2015 *
- Таємничі файли Шелбі Ву 1996–98 28 жовтня 2015 року *
- Новини Ніка з Ліндою Еллербі 1992–2015 5 листопада 2016 року
- О так! Мультфільми 1998–2001 3 грудня 2016 року
- Шоу Ren & Stimpy 1991–95 5 жовтня 2015 року *
- Ракетна потужність 1999–2004 рр. 8 жовтня 2015 р. *
- Сучасне життя Рокко 1993–96 6 жовтня 2015 *
- Roundhouse 1992–96 10 жовтня 2015 року
- Rugrats 1991–2004 8 жовтня 2015 *
- Вітайте шорти 1991–92 9 жовтня 2015 *
- Космічні випадки 1996–97 1 січня 2016 *
- Вайнервіль 1993–94 10 жовтня 2015 року
- Ласкаво просимо першокурсники 1991–93 6 жовтня 2015 року
- Дика Земляниця 1998–2004 10 жовтня 2015 *

Не можна цього робити на телебаченні 1981–90 [17] 5 жовтня 2015 року